# 1re série 1935/36
Die Saison 1935/36 war die 20. Spielzeit der 1re série, der höchsten französischen Eishockeyspielklasse. Meister wurden zum ersten Mal in der Vereinsgeschichte überhaupt die Français Volants.

## Meisterschaft

### Halbfinale
- Stade Français – Chamonix Hockey Club 4:2 n. V.

### Finale
- Français Volants – Stade Français 3:2/7:5